# Navă cu zbaturi
Nava cu zbaturi este o navă propulsată cu ajutorul unor roți cu zbaturi care sunt acționate de o mașină cu aburi (vapor cu aburi). 

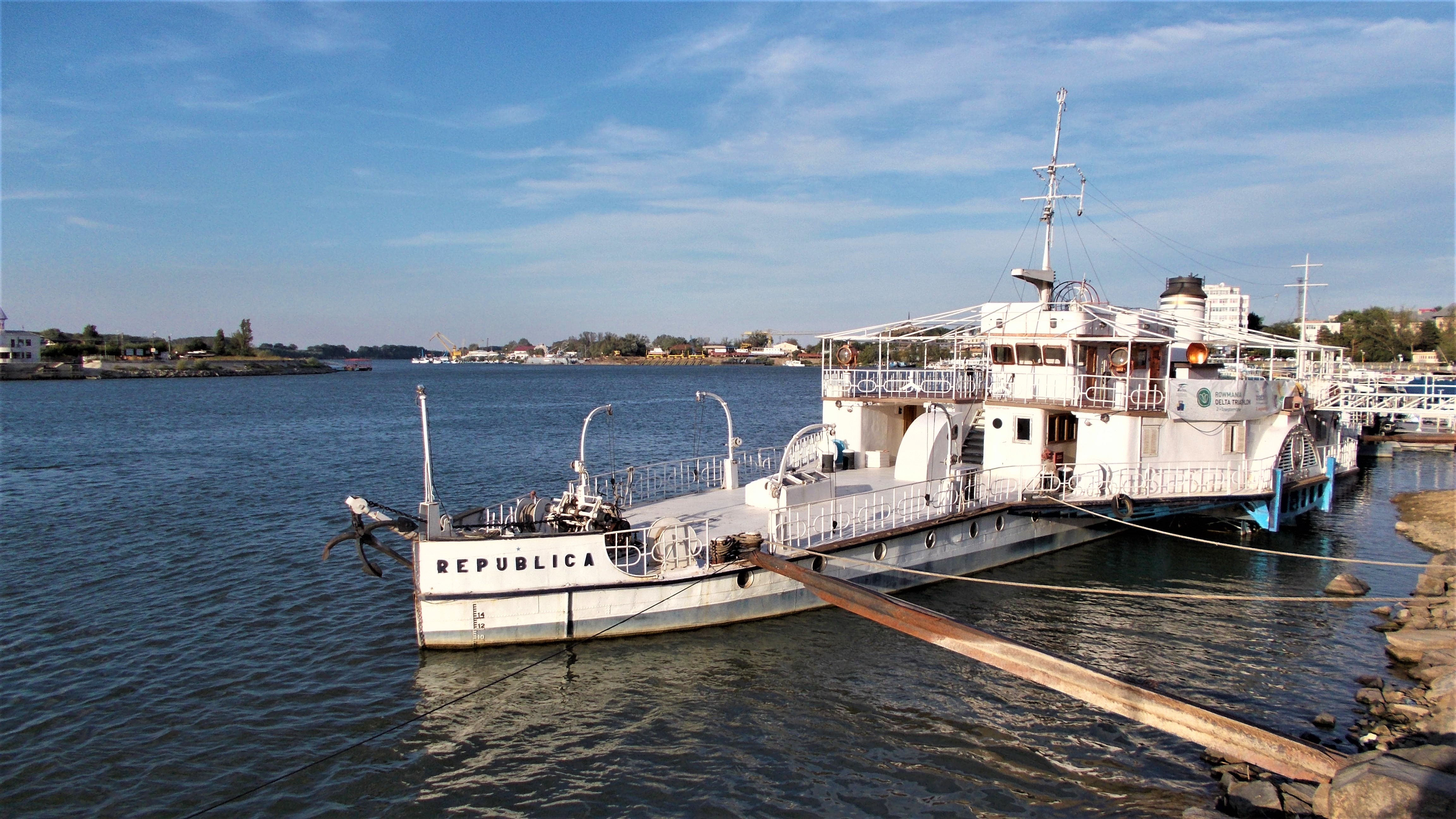
”Republica”, navă cu zbaturi

Navele cu zbaturi au fost concepute pentru ape puțin adânci și utilizate pe scară largă în secolul al XIX-lea. Deoarece roata cu zbaturi crea o turbulență care eroda malurile canalelor înguste, navele fluviale cu aburi cu zbaturi funcționau  în special pe fluviile largi.

## Istoric
Din cele mai vechi timpuri, pentru propulsia ambarcațiunilor, s-a încercat folosirea roților cu zbaturi. Acestea puteau fi acționate manual de pe bord cu ajutorul unor manivele sau al unui cablu înfășurat pe axul de rotație al acestora.
Nave cu mai multe roți cu zbaturi au fost folosite încă din antichitate în China. Joncile mari cu patru roți cu zbaturi acționate manual au navigat până aproape de zilele noastre pe multe din fluviile din China. 
În manuscrisul latin al lui Valturio apare în anul 1472 ideea folosirii roților cu zbaturi pentru halajul navelor. 
În jurul anului 1500 Leonardo da Vinci elaborează mai multe schițe de mașini cu pedale și roți dințate pentru nave.

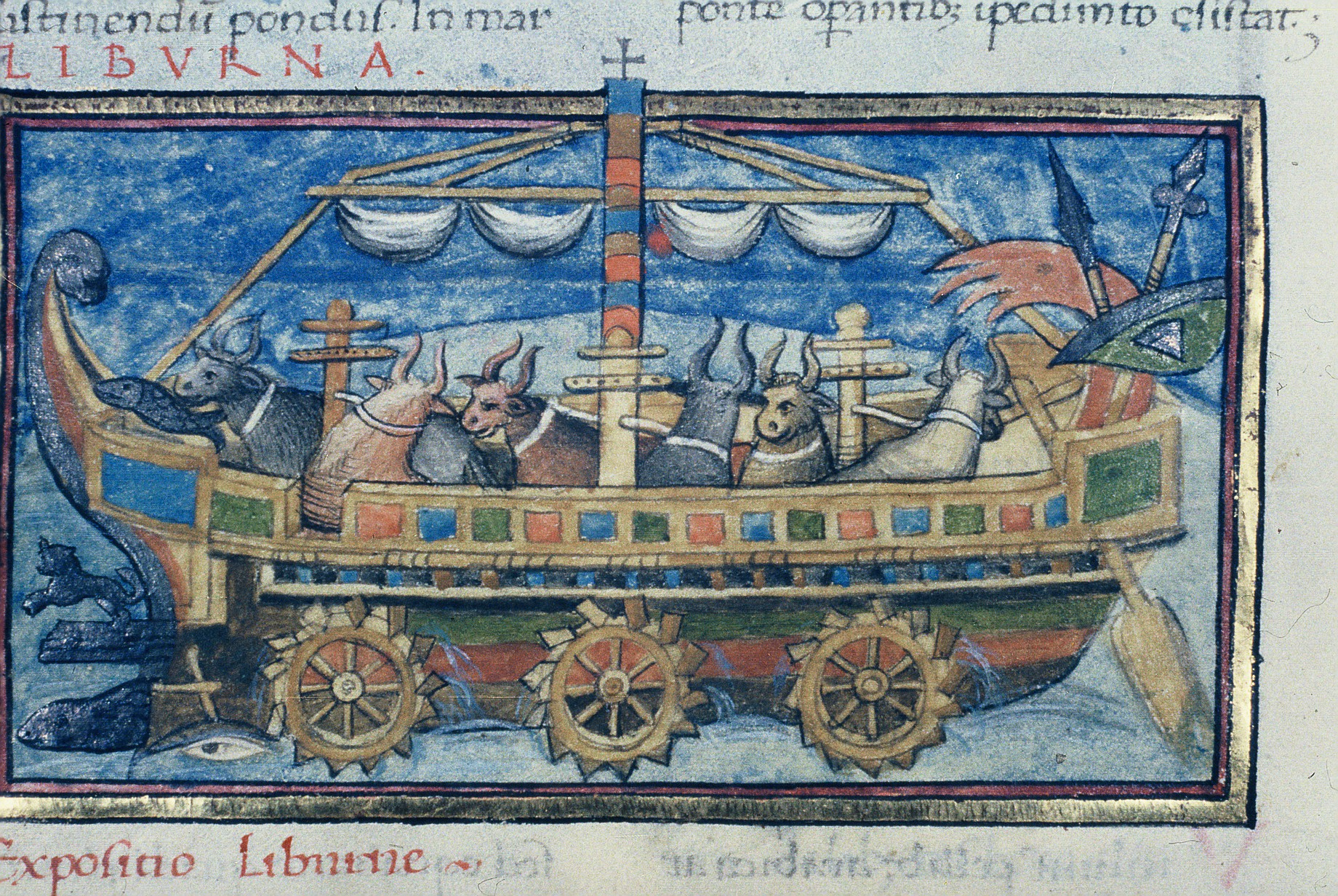
Nava cu zbaturi descrisă de Pancirolle

Pe un basorelief descris de Pancirolle în lucrarea Res memorabiles din 1587 este reprezentată o ambarcațiune romană cu trei roți cu zbaturi acționate de trei perechi de boi de pe punte.
Prințul Rupert a încercat în anul 1663 pe râul Tamisa un sistem de propulsie cu roți cu zbaturi mișcate de doi cai.
Căutarile îndreptate spre utilizarea energiei motrice produse de abur pentru propulsia navală datează încă de la mijlocul secolului al XVI-lea, istoria navigației consemnând experimentele lui Blasco de Garay din Barcelona. 
Fizicianul francez Denis Papin a remarcat primul forța vaporilor de apă și a descris în lucrarea Acta eruditorum (1690) aplicarea acestora la mișcarea roților cu zbaturi ale unei nave. În 1707 a construit o barcă cu motor cu abur și cu patru roți cu zbaturi, pe care s-a îmbarcat navigând pe râul Fulda din Germania. 
În anul 1729 John Allen obține la Londra un brevet pentru utilizarea aburului ca mijloc de propulsie naval, dar nu ajunge să-l experimenteze. 

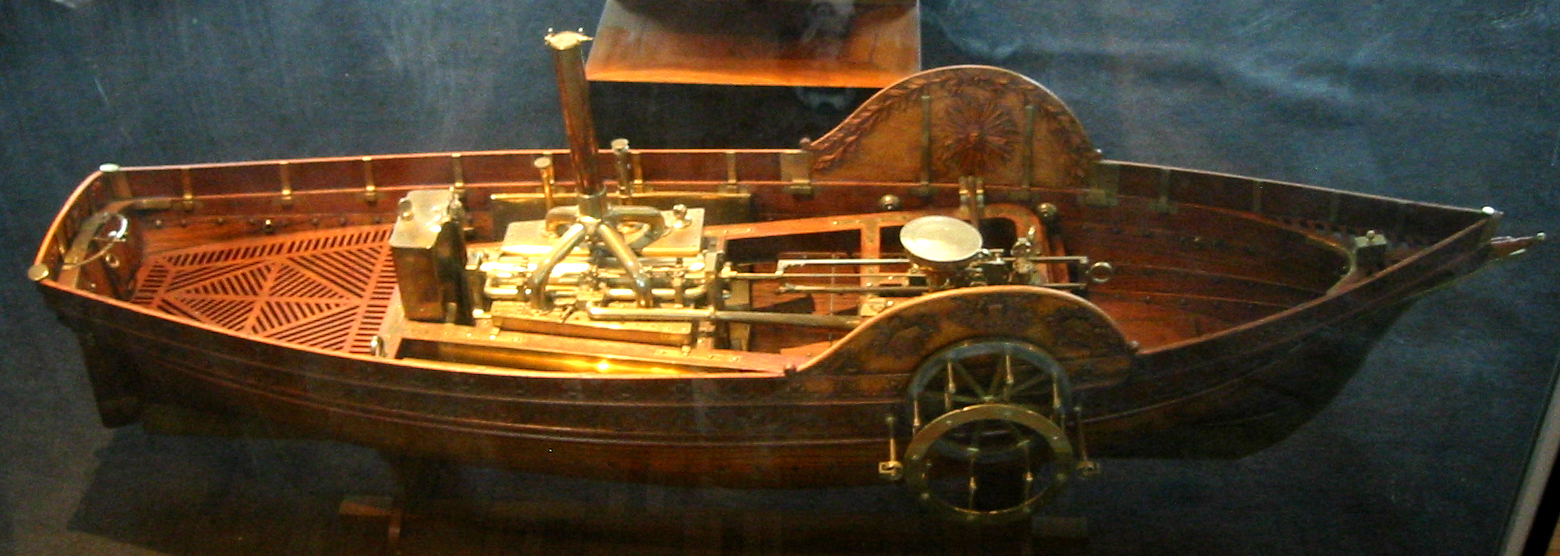
Nava cu zbaturi a lui Jouffroy

În Franța, Claude de Jouffroy împreună cu Follenay construiește o navă cu patru roți cu zbaturi acționate de o mașină cu abur numită Pyroscaphe cu care face o demonstrație publică  în anul 1783 parcurcând distanța între Vaise și Serin (Lyon) în 15 minute.
În Anglia, Patrick Miller a construit începând din 1786 o serie de nave de mici dimensiuni acționate de motoare cu aburi, pe care le încearcă la Clyde pe canalul Forth în anul 1789 cu care a atins viteza de 7 mile/oră.
Cercetări pentru construirea unor ambarcațiuni cu aburi au început în Statele Unite în 1787. John Fitch din Connecticut obține aprobarea de a înființa în anul 1790 un serviciu regulat de navigație cu mici nave cu aburi între Philadelphia și Newtown. Distanța de 38 de mile dintre aceste localități era parcursă cu viteza de 6-8 mile/oră.
Inventarea motorului cu abur, în primele decenii ale secolului al XIX-lea, a produs o revoluție și în domeniul construcțiilor navale. 
Primul care a găsit soluția satisfăcătoare a folosirii aburului ca mijloc de propulsie a unei nave, a fost englezul Robert Fulton, care în 1807 concepe vaporul cu zbaturi Clermont. Împreună cu americanul Livingstone, a construit vasul Clermont‚ prima navă cu abur, propulsată cu ajutorul roților cu zbaturi plasate câte una la fiecare bord. Nava avea 45,72 m lungime, 3,26 m lățime, pescaj 0,61 mun deplasament de 100 t.

Prima cursă, de 150 km, pe fluviul Hudson, între New York și Albany, a durat 32 de ore. Călătoria a avut un mare răsunet și a înlăturat ultimele indoieli referitoare la utilizarea aburului la transporturile de toate felurile, pe râuri și canale. 
În 1809, John Stevens a construit vaporul Phoenix, cu care a realizat prima călătorie maritimă a unui vapor cu zbaturi.  În Europa au apărut curând vapoare cu aburi capabile să navigheze pe mările agitate și în strâmtori. 
În 1812 se înființează primul serviciu de transporturi regulate cu vapoare cu aburi pe fluviul Mississippi.
Printre primele nave cu aburi cu zbaturi utilizate în Europa, a fost și vaporul Elisabeta construit de uzina Berda din Petersburg și lansat în 1815 pentru navigație pe ruta Petersburg-Kronstadt.
Prima traversare a Canalului Mânecii de către o navă cu motor a avut loc în anul 1816, nava Margery având o mașină cu abur de 10 CP. 
În anul 1819 vaporul Savannah de 380 de tone, cu propulsie mixtă (vele și abur) a traversat Atlanticul între 26 Mai și 22 Iunie. Nava era echipată cu roți cu zbaturi demontabile. Traversarea s-a efectuat cu ajutorul mașinilor cu aburi de 72 CP timp de 18 zile, restul cu vele pentru economisirea combustibilului. 
Șase ani mai târziu, în 1825, vasul englez Enterprise, de 480 de tone, a parcurs ruta Anglia-India, în 54 de zile, din care 35 de zile cu ajutorul aburului, iar în 1827, vaporul olandez cu zbaturi Curaçao a reușit prima traversare a Atlanticului fără ajutorul velelor, între Rotterdam și Guyana Olandeză.
In anul 1838 nava Sirius cu un motor cu abur de 320 CP reușește prima traversare a Atlanticului, navigând pe ruta Londra - New York, numai cu motor cu abur. 

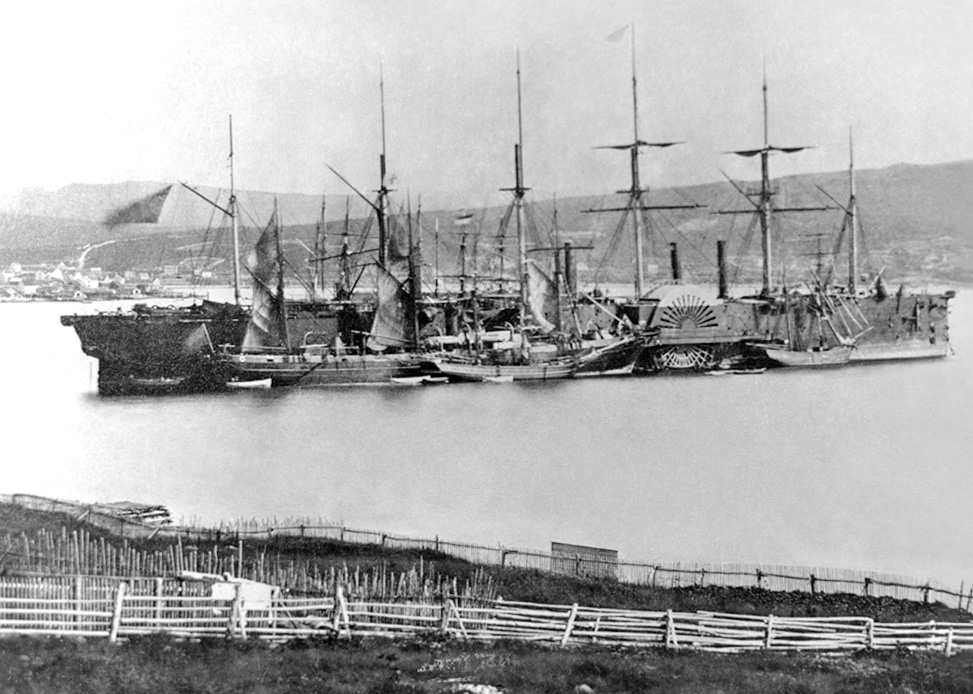
Pachebotul Great Eastern

Prima linie comercială maritimă regulată între Europa și America, „Linia Maritimă Cunard” este înființată în 1840 de către englezul Samuel Cunard.
Utilizarea oțelului ca material de construcție pentru nave, a condus la realizarea celei mai mari nave din secolul al XIX-lea, Great Eastern de 27 400 de tone, lansată în 1857, dotată cu mașini cu abur totalizând 8000 CP. Acest pachebot numit la început Levithan, destinat inițial curselor spre Australia, avea o lungime de 211 m, lățime de 25,1 m, înălțime de 17,7 m și capacitate de 5000 de pasageri . Diametrul roților cu zbaturi era de 17 m. Prima traversare a făcut-o în anul 1860 cu o viteză de 14,5 Nd. Jules Verne care a fost unul din primii pasageri pe Great Eastern a povestit călătoria în cartea Un oraș plutitor.
Roata cu zbaturi este înlocuită cu elicea la sfârșitul secolului XIX, iar la începutul secolului XX, motorul cu aburi a fost înlocuit cu motorul Diesel.

## Roți cu zbaturi
Roata cu zbaturi este un propulsor de mari dimensiuni și greutate. Diametrul roților cu zbaturi este de 2,5-10 m, iar numărul de rotații de 30...60/minut. Datorită suprafeței mari a palelor, roata cu zbaturi poate realiza o mare forță de tracțiune la un pescaj mic (< 0,5 m). Din acest motiv pe unele ape interioare cu adâncime mică navele cu zbaturi sunt încă utilizate.
Roțile cu zbaturi pot fi cu pale radiale sau cu pale orientabile. Navele cu pale orientabile sunt cele mai utilizate datorită unui randament ridicat al propulsiei prin evitarea șocurilor la intrarea și ieșirea din apă a palei.

## Tipuri de nave cu zbaturi

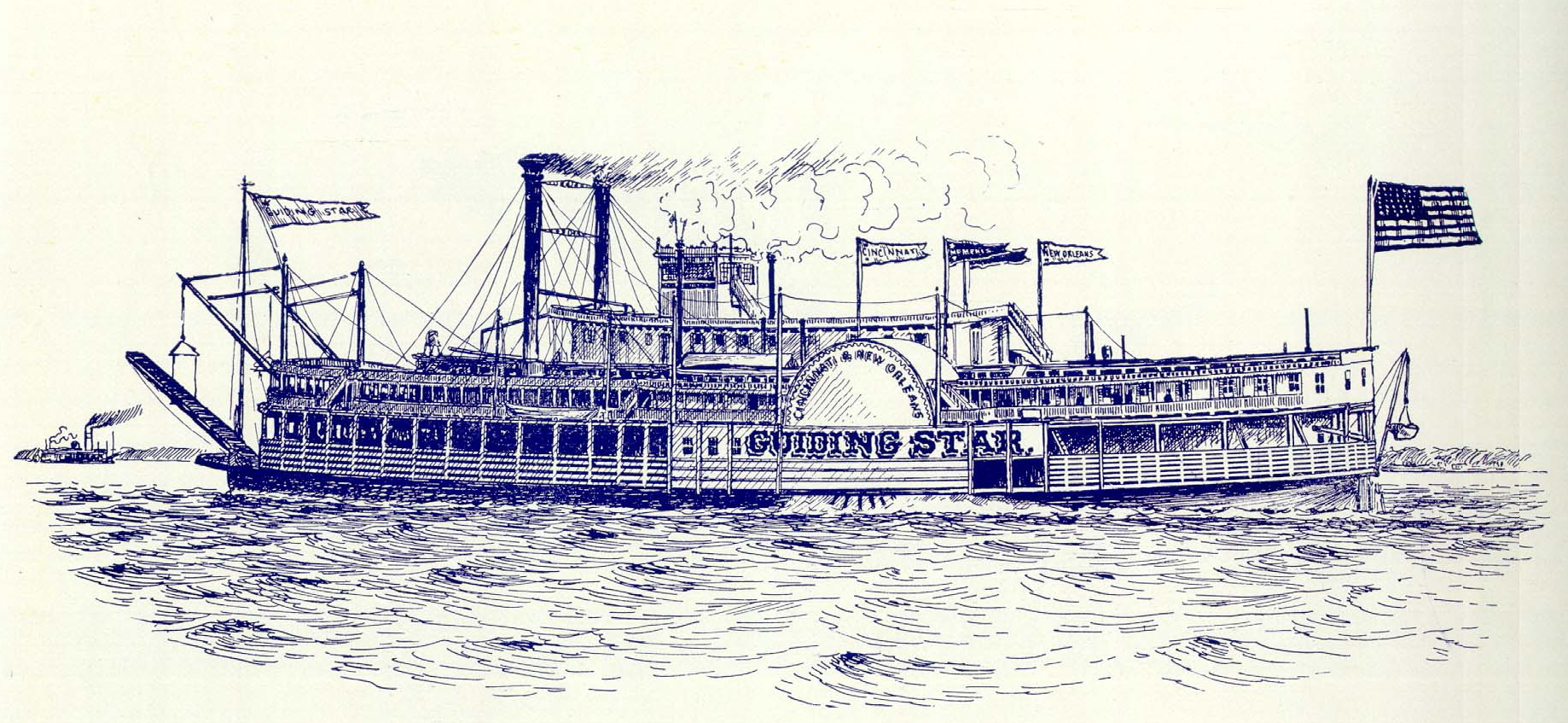
Navă cu 2 roți cu zbaturi

Navele cu zbaturi pot avea două roți cu zbaturi montate câte una în fiecare bord, sau o singură roată cu zbaturi la pupa. Cele mai răspândite sunt cele cu două roți, având avantajul unei funcționări și condiții de manevrabilitate mult îmbunătățite. Acestea prezintă dezavantajul unei creșteri apreciabile a dimensiunilor transversale care poate fi chiar de două ori lățimea navei.

## Nave cu zbaturi în România
Prima navă cu aburi cu zbaturi construită pe Dunăre a fost un remorcher, construit în 1819 la șantierele navale de la Viena. Nava utiliza un motor cu aburi cu piston orizontal, cu volant masiv din fontă care angrena roțile cu zbaturi. A fost folosită la Brăila și Galați pentru transportul de grâne în porturile dunărene. Timp de mai bine de 40 de ani această navă a fost rentabilă, a funcționat cu lemne sau cărbuni și a remorcat în amonte velierele particulare. Avea un echipaj de 2-3 oameni la bord, un mașinist, un cârmaci și un om pentru manevră.
În 1834 domnitorul Mihail Sturdza obține consimțământul Porții Otomane pentru a aduce nave cu abur pe Dunărea românească, iar doi ani mai târziu se consemnează prezența a 5 nave cu zbaturi construite la Giurgiu și Zimnicea, care fac curse pe Marea Neagră și Mediterană, sub pavilion românesc. 
Tot în acea perioadă navele propulsate cu abur și zbaturi au navigat pe apele Siretului, Prutului, Mureșului. 
Prima navă cu zbaturi care a trecut prin Cazane și a ajuns la gurile Dunării se numea Argo, un vaporaș cu zbaturi aparținând primei companii de nave cu aburi de pe Dunăre, D.D.S.G., în anul 1843.
Cele mai vechi remorchere românești cu zbaturi particulare înregistrate la sfârșitul secolului al XIX-lea erau construite în anii 1878-1879. Unul din acestea a fost Mon Plaisir al „Societății Dunărea”, care avea o lungime de 26 m și era echipat cu o mașină cu dublă expansiune ce dezvolta 256 CP. 